# Franz San Galli
Franz Karlovich San Galli (in russo Франц Карлович Сан Галли?; Stettino, 1824 – San Pietroburgo, 1908) è stato un imprenditore, ingegnere e inventore russo con origini italiane che inventò nel 1855 il calorifero ad acqua, contribuendo significativamente ai moderni sistemi di riscaldamento centralizzato.

## Biografia
Nacque a Stettino, nell'allora provincia Prussiana di Pomerania (1815–1945), ora in Polonia, figlio di Karl Sangalli e Henriette Lübcke.
Karl era figlio di Carlo Baldassarre Innocenzio Sangalli (nato a Pavia verso il 1755).
Non ancora ventenne, nel 1843 Franz si trasferì a San Pietroburgo, allora capitale della Russia, dove trascorse gran parte della sua vita.
Nel 1853, dopo un viaggio in Inghilterra, in cui apprese le più moderne tecniche per la lavorazione della ghisa, avviò a San Pietroburgo un'azienda per la fusione e lavorazione di tale materiale, il cui motto era "Senza fretta e senza riposo".
Ebbe importanti lavori, come le cancellate del palazzo d'inverno, ma divenne famoso per i caloriferi in ghisa per il riscaldamento ad acqua.
I primi esemplari furono creati per riscaldare le serre di una residenza dello Zar a Tsarskoye Selo (alle porte di San Pietroburgo).
La città di Samara, presso il Volga, ha commissionato nel 2005 allo scultore Nikolai Kuklev un monumento in bronzo per celebrare il 150 anniversario dell'invenzione del calorifero ad acqua. L'opera rappresenta un calorifero stilizzato sormontato da un davanzale su cui un gatto si gode il tepore.

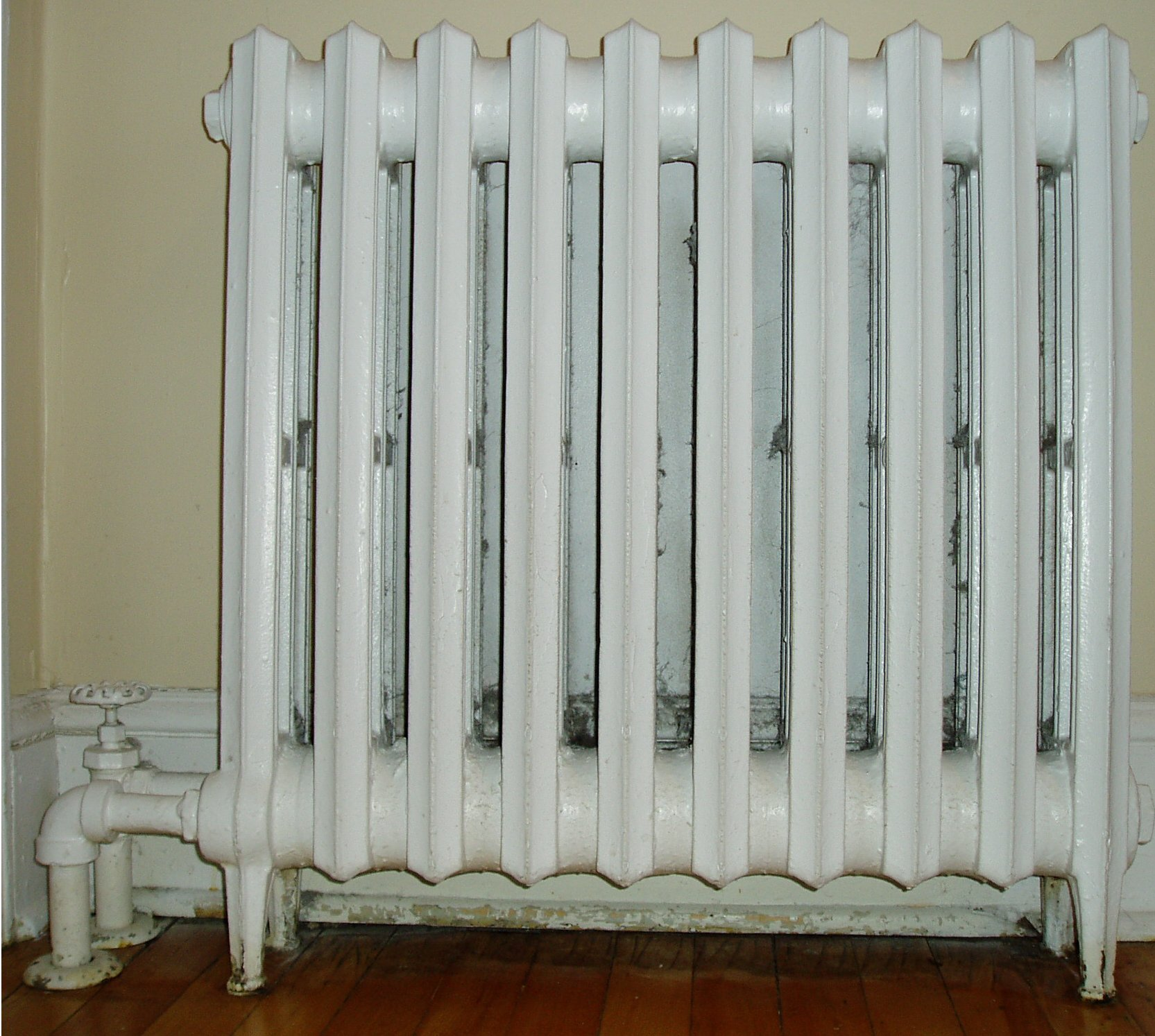
Un comune calorifero